# كيتو (أسطورة)
كيتو (باليونانية: Κητώ)‏ هي آلهة يونانية للبحر بروتوغونية في الميثولوجيا الاغريقية وهي ابنة بونتوس وغايا، لها أسماء أخرى مثل كراتائيس وألتي تعني الهائلة و ترينوس وألتي تعني من ثلاثة أيام، وهي زوجة الإله فوركيس، تم إطلاق اسم جرم سماوي بإسمها، كما تم إطلاق اسم لقمر صناعي تحت اسم زوجها فوركيس.